# Lophostrix
Lophostrix is een geslacht van vogels uit de familie uilen (Strigidae). Het geslacht telt één soort.

## Soorten
- Lophostrix cristata – Kuifuil